# مجزرة عين الزيتون
مجزرة عين الزيتون حدثت يوم 1 مايو 1948 في قرية عين الزيتون الفلسطينية شمال صفد التي كانت جزءاً من الانتداب البريطاني على فلسطين. تم قتل ما بين 30 و 70 أسير فلسطيني من قبل قوات بلماح. بعد سقوط القرية، تمهد الطريق أمام القوات الصهيونية لاحتلال مدينة صفد.

## التفاصيل
كانت عين الزيتون في ذلك الوقت قرية عربية فلسطينية تبعد عن مدينة صفد ميلاً واحداً، وميلاً عن مستعمرة زيتيم المجاورة. وكان يبلغ عدد سكانها حوالي 800 نسمة في سنة 1945. كان يعتقد اليهود المحليون أن سكان عين الزيتون شاركوا في قتل يهود صفد عام 1929.

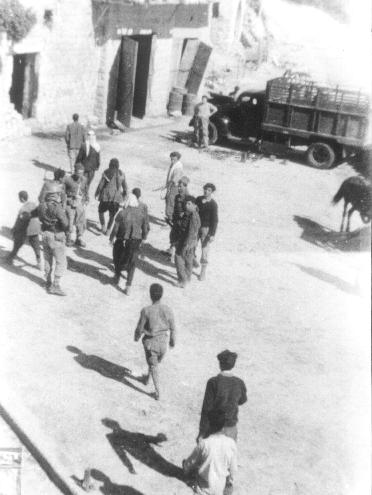
قوات لواء يفتاح تأسر سكان القرية، 1948

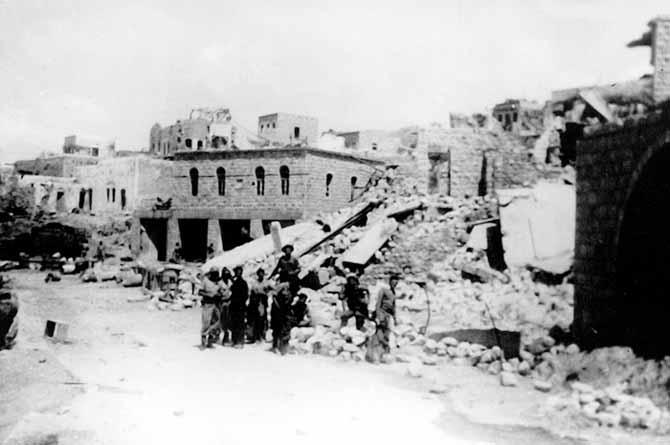
عين الزيتون بعد الهجوم، 1948

في 1 مايو 1948، هاجمت الكتيبة الثالثة للبلماح بقيادة موشيه كيلمان قرية عين الزيتون. وكان الهدف من الهجوم السيطرة الكاملة على القرية تمهيداً لاحتلال صفد. بدأت القوات قصف القرية في الساعة 03:00 صباحا باستخدام إحدى قذائف الهاون الأولى من نوع دافيدكا، وكذلك قذيفتي هاون تقليدية عيار 3 بوصة وثمانية عيار 2 بوصة. وكانت الدافيدكا قذائف هاون محلية الصنع التي تطلق قذيفة ضخمة غير مجدية تقريبا بسبب عدم دقتها، ولكنها مفيدة بسببب ضوضاء القذيفة عندما تطير وتنفجر. وعلى الرغم من أنها بالكاد تتسبب في إحداث خسائر، فإن السلاح فعلا كان فعال جدا في تثبيط معنويات المدافعين العرب الذين قيل إن بعضهم اعتقد أن الانفجارات كانت «قنابل ذرية»، التي عرفوا أن اليهود قد ساعدوا على تطويرها.
بمجرد دخول القوات القرية معظم الشباب من الذكور البالغين فروا لكن 37 اسروا. ثم قامت جنود البلماح بتدمير القرية وأحرقوا المنازل في القرية. وذكرأحد ضباط كتيبة بلماح، إيلاد بيليد، أن «رجالنا بدأوا بنسف بيوت القرية. نشوة النصر أعمتهم واهاجتهم، فدمروا الممتلكات وكانوا يسحقون وينسفون وكانوا فرحانين ويرون ذلك انتقام لما قام به العرب ضد يهود صفد وعين زيتيم».
وحسب أحد تقارير مقر لواء يفتاح أن «30 سجيناً عربياً نُقلوا إلى لواء غولاني». وبعد يوم أو يومين، قام جنديان من قوات البلماح، بناءً على أوامر قائد الكتيبة الثالثة أوشيه موشيه كيلمان، بقتل عشرات السجناء في واد بين القرية وصفد، وربما كان شبان قرية عين الزيتون من بين هؤلاء السجناء. بينما تقول مصادر الهاغاناه إن إجمالي قتلى قرية عين الزيتون بلغ سبعين شخصاً.
ووفقًا لـقول نتيفا بن يهودا، تم تقييد أيدي وأرجل الأسرى ثم ألقوهم في واد عميق بين عين الزيتون وغادروهم لمدة يومين. ثم قرر كيلمان التخلص منهم تمامًا لكن معظم رجاله رفضوا. وأخيرا أعلن اثنين من رجاله استعدادهما للقيام بالمهمة بذلك تم قتل السجناء. بعد يومين، تسربت أنباء المذبحة فكانت هناك مخاوف عن وصول المحققون البريطانيون أو التابعون للأمم المتحدة، لذلك تم تعيين بعض الجنود بمن فيهم بن يهودا لجمع الجثث ودفنهم.
ووفقًا لشهادة أهارون يائيلي، الذي كان جندي حاضر آنذاك، وقد حصل عليها المؤرخ الإسرائيلي أوري ميلشتاين «اثنان من الإسرائيليين جاءوا من صفد وأخذوا 23 رجلاً من عين زيتون، وجردوهم من ساعاتهم وأموالهم، وأخذوهم إلى تل وأطلقوا النار عليهم. وقد تم طرد العرب الآخرين نحو جبل الجرمق».

## بعد المجزرة
اعتبر المؤرخ الإسرائيلي إيلان بابي المجزرة التي ارتكبت في عين الزيتون بإنها إحدى المجازر الثلاث الأكثر شهرة.
وقد اتهم السوريون في وقت لاحق بأن «نساء القرية تعرضن للاغتصاب».
أدى تدمير قرية عين الزيتون وما تلاه من مجزرة إلى ارعاب العرب في صفد وربما ساهم في فرارهم في الأيام المقبلة.
يقول هانس ليبريخت إنه تم تكليفه ببناء محطة ضخ مؤقتة وتحويل مجرى أحد الوديان، لتزويد مقر الكتيبة بها. فيصف القرية بأنها كانت مدمرة، وكان بين الأنقاض العديد من الجثث. «على وجه الخصوص، وجدنا العديد من جثث النساء والأطفال والرضع بالقرب من مسجد القرية. وقد أقنعت الجيش بحرق الجثث».

## انظر ايضاً
- مجزرة سعسع
- مذبحة الدوايمة

### الكتب
- Abbasi, M. (2004). The battle for Safad in the war of 1948: A revised study. International Journal of Middle East Studies, vol. 36, 21–47.
- Benveniśtî، Mêrôn (2000). Sacred landscape: the buried history of the Holy Land since 1948 (ط. Illustrated). University of California Press. ISBN:0-520-21154-5. مؤرشف من الأصل في 2014-01-03. (p. 130)
- Morris، Benny (2004). The Birth of the Palestinian Refugee Problem Revisited. Cambridge University Press. ISBN:978-0-521-00967-6. مؤرشف من الأصل في 2019-12-21. (pp. 222-223)
- Nazzal، Nafez (1978). The Palestinian Exodus from Galilee 1948. Beirut: The Institute for Palestine Studies. p. 36.
- إيلان بابي (2006): التطهير العرقي لفلسطين, London and New York: Oneworld, (ردمك 1-85168-467-0) p. 111-113
- Quigley, John B. (2005). Case for Palestine: An International Law Perspective. Duke University Press. (ردمك 0-8223-3539-5), p. 61.